# Crapatalus angusticeps
Crapatalus angusticeps är en fiskart som först beskrevs av Frederick Hutton, 1874. Crapatalus angusticeps ingår i släktet Crapatalus och familjen Leptoscopidae. Inga underarter finns listade i Catalogue of Life.